# Kronohäktet i Västervik
Kronohäktet i Västervik, även Anstalten Västervik Centrum, var ett cellfängelse som öppnades 1871 och lades ned 2007. Fastigheten är bevarad som hotell.

## Historia
Anstalten var till utseendet likt de andra enrumsfängelser som uppfördes vid denna tid, som ett resultat av den fängelsereform som beslutats vid 1844 års riksdag. Byggnaden var i tre våningar, med en cellflygel om 54 rum och därtill administrativa utrymmen och en direktörsbostad. Byggnadskostnaden beräknades till 82 217 kronor. 
Åren 1913-1915 inrättades en psykiatrisk avdelning och för detta tillkom en mindre flygelbyggnad, som tillsammans med större delen av övriga lokaler kom att utgöra den så kallade sinnessjukavdelningen. Till en början var de flesta intagna oroliga vanliga fångar, men med tiden blev de flesta intagna så kallade undersökningsfångar och straffriförklarade. På 1930-talet kom anstalten att få en uttalad sjukhusprägel, även om bötesfångar och häktade även fanns bland de intagna.
Det var en sluten anstalt med 41 platser och 35 anställda under den sista tiden den var i drift. Den avvecklades 2007 och ersattes av Anstalten Västervik Norra. Fastigheten såldes och är nu Fängelset Hotell & Konferens.